# Bohóc-sztori
A Bohóc-sztori (eredeti cím: Shakes the Clown) 1991-ben bemutatott amerikai filmvígjáték, amelyet a címszerepet alakító Bobcat Goldthwait rendezett és írt. További főszerepben Julie Brown, Blake Clark, Paul Dooley, Kathy Griffin, Florence Henderson, Tom Kenny, Adam Sandler, Scott Herriott, LaWanda Page, Jack Gallagher és Robin Williams látható.
1991. augusztus 28-án mutatták be.

## Rövid történet
Shakes jól végzi a partibohóc munkáját – amikor józan és el is jön. Öt drogos bohóc vádolja őt a főnöke meggyilkolásával.

## Szereplők
- Bobcat Goldthwait - Shakes, a bohóc
- Julie Brown - Judy
- Adam Sandler - Dink, a bohóc
- Blake Clark - Bűzös, a bohóc
- Tom Kenny - Binky, a bohóc
- Paul Dooley - Owen Cheese
- Kathy Griffin - Lucy
- Robin Williams - Mime Jerry
- Paul Kozlowski - HoHo, a bohóc
- Dan Spencer - Boots, a bohóc
- Jeremy Kramer - Vadkan nyomozó
- Jack Gallagher - Crony rendőrtiszt
- Bruce Baum - Ty, a rodeó bohóc
- Greg Travis - Randi, a rodeóbohóc
- Florence Henderson - az ismeretlen nő
- Scott Herriott - a teremigazgató
- LaWanda Page - női bohóc bárpultos
- Martin Charles Warner - férfi bohóc bárpultos
- Johnny Silver - bohócszabó
- Tim Kazurinsky - az első parti apa
- Sydney Lassick - Peppy, a bohóc
- Tony V. - kidobóember

## Fogadtatás
A film pénzügyi szempontból megbukott; a becsült 1,4 millió dolláros költségvetéssel szemben 115 000 dolláros bevételt hozott.
A filmet az 1991-es Stinkers Bad Movie Awardson a legrosszabb film kategóriában jelölték, azonban alulmaradt az Eszelős szívatás című filmmel szemben.
Roger Ebert a négyből két csillagot adott a filmnek, és azt írta, hogy bár néhány elszigetelt jelenet "nagyon vicces" volt, a cselekmény azonban szétszórt volt, és az alakítások gyakran alulpróbáltnak tűntek. A film a Rotten Tomatoes-on 22 kritika alapján 41%-os értékelést kapott.
Egy Conan O’Briennek adott interjúban Goldthwait elárulta, hogy Martin Scorsese megvédte a filmet a kritikusokkal szemben.